# Platostoma siamense
Platostoma siamense là một loài thực vật có hoa trong họ Hoa môi. Loài này được Murata  miêu tả khoa học đầu tiên năm 1970 dưới danh pháp Geniosporum siamense. Năm 1997 A. J. Paton chuyển nó sang chi Platostoma.
Loài này là bản địa miền bắc Thái Lan.